# 白马山战役
白马山战役，或稱白馬高地戰役是朝鲜战争进入阵地相持战后的一次战役，交战双方是中国人民志愿军與大韓民國國軍，1952年10月6日至14日发生于朝鲜境内铁原郡西北大约10多公里处的白马山。韓戰後享有「萬歲軍」稱號的志願軍王牌第38軍以114师340团2个营兵力，于10月6日凌晨开始进攻由韓國陸軍第9步兵師第30团第2营防守的白马山。由于志愿军作战计划事先被泄漏，第9師在及時準備與美國空军和炮兵支援下，作了大量炮火及兵力准备，迫使第38军依次投入4个团的兵力。白馬山戰役歷時9個晝夜，第38軍在付出了重大傷亡代價后，反擊法軍駐守的281.2高地（联合国军称箭头山）失利，反擊韓軍駐守的394.8高地（联合国军称白马山或391高地）久戰不決，最后被迫撤出战斗。 
志愿军承認38軍未能啃下韓軍「1個加強營的陣地」。但由于志愿军在随后进行的更大规模的“上甘岭战役”（英文：Battle of Triangle Hill）中获胜，因此在戰後宣傳上中国方面一直有意忽略白马山战役，直到90年代初才有参战军人通过回忆录等形式承认这是一次“失利战斗”。然而此战的失利，并没有改变第38军在中国军队中的“万岁军”地位。

## 戰地背景
白马山是由一群以395高地为主的丘陵组成，地勢為西北向東南延綿2英里（3.2公里）。主要制高點是395高地（中方称394.8高地）和281高地（箭頭高地，中方称281.2高地），与志愿军三十八军项里北山阵地相望。越过白马山，南面就是聯合國軍重要後勤基地鐵原，該地連結了通往漢城的補給線，而白馬山可說是守衛鐵原西南邊的防衛要衝。若失去白馬山，美國第九軍團的防線就得後撤到鐵原平原以南高地，並會失去對鐵原郡的控制。

## 經過
1952年在鐵原郡至金化郡一帶的防禦由美國第九軍團所屬之韓國第9師、美國第7師、韓國第2師為第一線守備部隊，美國第40師為軍團預備隊。對峙部隊為中國人民志願軍第15軍、第38軍。第9師為第九軍團的左翼部隊，守備395高地與鐵原平原。
1952年10月3日：韩军第9师守備陣地俘獲一名中國人民志願軍軍官，訊問得知對方為中國人民志願軍38軍第114師第340團7連副排長文化教員谷中蛟，其口供獲知志願軍第38軍第114師將會用2个团（第340/342團）于10月5日攻擊白馬山（主峰395高地）。395高地由第9師第30團駐防，是鐵原平原西南邊的守備要衝，佔領該處除了可以俯瞰鐵原平原，也可威脅聯合國軍在當地的主要補給線。韓國第9师師長金鍾五下令各部转入战斗准备状态，395高地陣地增援2個連，彻夜完成掩体150个，设置障碍等应急设施，在395高地西側的281高地（箭頭高地）完成水泥製的加固碉堡，並以山头为单位，每個山頭配属至少一个连的兵力，仓促编成环形防御，加固掩盖壕工事，将交通溝深挖至一人多深，並在各壕溝頂端加蓋避免破片毀傷聯絡道；将营、连、排、之间的电话线全部埋入地下，阵前铁丝网由3层增至7层，同时设置了大量防步兵地雷、防坦克地雷、照明雷和凝固汽油弹雷。
金師長由於知道自己的麾下部隊火炮不足（第九師韓戰時支援火力編制是3個榴彈炮營、1個重迫炮連、1個戰車連），因此向美軍求助；美國第九軍團因此調撥了3個榴彈砲營、第73戰車營下屬C連，並下令韓軍第51炮兵團（3個炮兵營）配備至戰地提供火力援助。
美國空军第五航空隊也从10月3日起，對谷中蛟提供的志願軍炮兵阵地位置实施集中轰炸。戰役爆發的時間天候都是非常良好，夜間環境也有月光照耀，有利聯合國軍全天候航空觀測及空中密接支援火力發揚。

### 10月4日
美國第八軍團迅速重新进行兵力布署，增调韩9师第30团第3营，支援第1营加固阵地。命令预备队第28团完成出动准备。同时，第8集团军预备队美步兵第3师亦前调至铁原以南几公里集结，随时准备投入战斗，增援韩军第9师。
韩第9师師属炮兵群及支援炮兵群亦完成了对白马山北侧前哨阵地前方弹幕射击，和对第114师进攻部队集结地火力突袭的计划和准备。韩9师还得到了由韩军第8师炮兵第50营、第51营、第52营和美炮兵第49营、第213营、第955重砲營等9个炮兵营和两个坦克连44辆坦克的支援，美坦克第73营主力也从铁原向白马山驰援。

### 10月5日
志愿军第38军提出更改进攻计划，遭上级主官王近山否决。志愿军114师340团按照原计划，派6个连大约800多人的突击队于半夜潜伏到韩方阵地前沿。

### 10月6日
340團突击队在潜伏一天后于晚間6点发起进攻，7點15分開始交火，由116門山、野、榴炮，4輛自走炮，8輛戰車進行掩護，4个連进攻韓國第9師30团防守的白马山395高地，志願軍總共實施了3波攻擊，但均被30團給擊退。為了避免美軍增援，志願軍爆破了蓬萊湖的水壩增加下流水位，避免美軍第2師快速增援。由於主攻失敗，當天深夜志願軍轉向攻擊395高地西南方3公里處由法國營防守的281高地（箭頭高地），志願軍113師投入由3個連又1個排主攻，15個炮兵連掩護，同樣的遭到擊退。

### 10月7日
該日半夜，志願軍预备队第342團投入戰鬥，一度將第30團給逐出，但是韓軍隨即將第28團投入，配合收攏重整的30團殘軍，經過2小時的戰鬥後重新奪回395高地。

### 10月8日
該日早上為濃霧天氣，志願軍進行第5波攻擊，由於前日夜襲未果，志願軍將112師334團投入作戰。在缺乏空中火力支援的情況下，第30團的守軍在早上8點10分失守陣地；不過韓軍隨即將第28團第3連投入作戰，在晚間11點發起逆襲，在8個小時的戰鬥後再度奪回395高地。在三天的作戰後，395高地的主力守備隊30團與支援的28團都蒙受大量損失，亟需重編整補。當天395高地由28團換防。

### 10月9日
當日晚上，志願軍342團集結了10個連及支援單位再度發起夜襲，同時有至少6個連的部隊再度攻擊281高地，法國營雖然在這次夜襲損失極重，但仍然守住了281高地。
晚上7點15日，由340團增派4個連自395高地北方發起攻擊。在經過3個小時的戰鬥後志願軍曾一度占據395高地部分陣地與山右側的稜線，但是在81門火炮（32門155榴炮、32門105榴炮、7門4.2英吋重迫擊炮、10輛戰車）發射1萬7千發各式炮彈掩護下，28團集結2個營（第2、第3營）開始逆襲，在晚上23:05分左右，28團再度將志願軍逐出山頂陣地。至當天中午395高地所有陣地再度回到韓軍控制。由於28團損失也加大，因此當天由29團換防。
至此，尽管战斗刚刚进行了4天，双方却都投入了3个团的兵力，激烈程度大大超过志愿军的预期。志愿军38军因担负宽大防御正面，加之战前对战斗发展过于乐观（340团主攻，342团预备），後續預備隊早已捉襟见肘，114師以外的部隊也沒有餘裕兵力適合抽調。
相反，韩国总统李承晚对此战很重视，他一面直接督令韩9师在寺后洞设置收容线收容从白马山溃散下来的败兵，紧急编成反冲击梯队，另一面则从釜山、春川的编练师调集大量新兵，给韩9师随打随补，因损失过大撤下的韩军部队（第30团、第28团）经过战场整补，增派军官，很快又恢复了战斗力，再次投入战斗。

### 10月10日
志願軍主攻部隊從340團調整為334團，342團則成為支援單位。志願軍再度從清晨4點發起夜襲攻勢，在4點30分左右佔領山頂陣地；第29團第1營一度自陣地退卻，但與第2營合流後發動逆襲，在早上6點半奪回山頂陣地；不過29團的陣地尚維持2小時後又被志願軍給奪占。在此之後，韓軍與志願軍圍繞著山頂陣地重複著佔領與撤退的循環狀態。

### 10月11日
該日上午，第29團第1營與第2營重新佔領395高地，戰鬥期間第2營營長金慶珍少校遭迫擊砲炸死，為韓國軍此場戰役戰死之最高階級軍官。晚間志願軍339團投入戰鬥，在半夜成功奪下395高地。

### 10月12日
早上，第9師30團投入戰鬥，29團掩護，一度夺回395高地。但志願軍第三次佯攻箭頭高地（281高地），并重新攻佔395高地。韓軍第29團與30團進入逆襲近戰狀態，第30團第1營在上午即因損失過重暫時退卻，第2營則在執行鉗形攻勢，隨後第3營與第1營合編對白馬山陣地進行強攻。經過5個小時的持續作戰後，韓軍在下午13:20重新奪回395高地山頭陣地。

### 10月13日
在141架次的密接支援下，第28團投入戰鬥，試圖掃除志願軍在山稜線上的其它據點，但是由於志願軍的強力反擊攻勢在6小時候頓挫，28團返回山頂陣地。

### 10月14日
美國第8軍團在金化前線的上甘嶺地區以美军第7师和韩军第2师为主，發起了“攤牌作戰”。中方称“上甘岭战役”。
本日，29團對尚固守的志願軍發動攻擊，10點22分將志願軍全數逐出白馬山周邊陣地；由於志願軍作戰重新朝上甘嶺地區轉移，38军在本日夜間下令所有部隊終止对395高地的争夺，并至15日凌晨全部撤出白马山地区已经攻占的其他高地。

### 10月15日
28團在本日確定固守住395高地陣地，29團也確定奪回高地北方的前哨據點，第9師報告中國人民志愿军部队退出白馬山阵地。
在連續9天201個小時的爭奪中，韩军第9师以所屬的3个步兵团（第28，29，30）為近戰主力，加上相關補充人力與火力支援單位，投入兵力约18,000人。志愿军第38军相继投入4个团（334， 339，340，342），总计一线兵力约15,000人。除了陸上單位，第五航空隊為戰役火力掩護派遣了745架次戰機（669架次日間、76架次夜間），投擲了2,700枚各式炸彈（其中358枚為凝固汽油彈），使韓國第九師有效固守395高地；志願軍為戰役火力支援發射了至少55,000發炮彈，而聯合國軍至少發射了185,000發炮彈。
志愿军报告自身伤亡5,372人。对于韩军伤亡，志愿军一度报告韩军阵前遗尸约7,000人，最后报告造成韩军伤亡9,400余人。
韩军戰後报告第9師3個團（28.29.30）共3422人死傷（505人死亡，2562人受傷，失踪391人）；造成志愿军的損失是8,234人鑑定死亡、5,097人推定死亡、1,001人受傷、俘虏52人，總計造成志願軍死傷14,332人。

## 觀點
白馬山一開始是小型戰鬥規模，志愿军預定以2个团奇襲韩军1个团防守的阵地，後來因為損失過大逐步投入兵力，發展到戰役規模。即使事機不密，但三十八軍仍認為韓軍不堪一擊，所以仍然按照原計畫的6个连發動攻擊（4個在白馬山，2個在箭頭高地），結果被有備而守的韓國軍阻擋，即使逐步投入了4個團的兵力（114师340，342团，113师339团，112师334团，总计14个营另2个连），最後仍告失敗。
韓國軍方事後檢討白馬山戰役，認為從1951年起由范佛里特將軍主導的士官兵訓練計畫整頓了韓軍，使韓國軍隊素質大為提高。這讓韓國軍隊在進行持久戰時具有更優秀的續戰力，在白馬山戰役期間韓軍多次堅持12小時甚至是24小時的持續戰鬥，與韓戰初期在單一戰鬥數小時候即潰退相比，在基層的組織穩定性有著顯著提升。第9師的師長與團長們有效的在交戰間歇期間輪調部隊休整，確保陣地上的部隊處於最佳狀況，也顯示了軍官在指揮調兵能力上趨於可靠。
而韓軍在白馬山戰役之前師指揮部並沒有砲兵火力支援協調中心（Fire Support Coordination Center）的經驗，雖然聯合國軍提供了第9師許多的加強火力，但在作戰初期對於如何協調這些火力韓軍非常生疏。為了克服指揮能量的不足，韓軍並沒有讓增援的第1炮兵團與美軍砲兵部隊納入第9師指揮，第一線火力支援仍然是靠第9師所屬的第30砲兵營提供，其他砲兵則是由第９軍團協調，與海軍與空軍的支援機隊共同分配攻擊目標，雖然在戰場上出現指揮權分散的情形，但實際作戰時未出現指揮混亂之情況。
除了在陣地爭奪戰外，美軍增援的戰車部隊也提供的有效的掩護。白馬山戰役中戰車部隊分別佈署在395高地的側翼與東側，除了作為韓軍良好的監視哨外，也阻止志願軍採用迂迴包抄戰術，只能從395高地持續與韓軍進行肉搏攻堅戰。
南韓軍隊的基層戰力與美国空军炮兵的支援，足以在前線兵力對等的狀況下與志願軍對抗，在10天的戰鬥中白馬山24次易手而韓國軍隊維持組織並持續反攻，最終守住在韓國戰場中線這個重要防禦據點。 

### 韓國觀點
在美國空軍的支援下，韓國軍甚至可以在面臨中國最精銳的部隊，以人海戰術攻擊之下時，依舊頑強抵抗直至志願軍在重大傷亡後不得不退出戰鬥為止。 据此，第9步兵師戰後稱為“白馬部隊”，成為韓國陸軍的榮譽部隊，該師的徽章也從此改為白馬圖案，戰役結束後金鐘五師長即調往韓國陸軍士官學校擔任校長，因此沒有參與後續的狙撃稜線戰役。
該師參謀長朴正熙後來成為大韓民國總統，該部隊後來亦參加越南戰爭與越南人民軍作戰。

### 中華人民共和國觀點
志願軍第38軍戰前作戰計劃泄漏，造成重大困难。志愿军在敌预有准备的火力优势下，强攻稳固阵地，遭受了不必要的伤亡。尽管如此，主攻部隊仍造成韩军重大伤亡，至戰役末期，志願軍依然占領著除主峰以外的大部分陣地，最終迫于周邊韓軍和美军重型炮兵等9個炮兵營的炮火支援，美军1个坦克营的抵近火力支援，和美遠東空軍的空中支援，以及其後美軍第8軍團新的作戰意圖（即“上甘嶺戰役”，美军称“摊牌行动”）而主動撤出戰鬥。志愿军认为，韓軍此战兵員損失甚衆，韓第9師依靠釜山、春川不斷補充新兵員才得以堅持到10月14日。据此，志愿军虽认识到韩军战斗力有了很大提高，但是未改变对韩军的轻视态度，尤其是金城战役时的志愿军为突破联军防线都捡韩军作为打击的突破口。在志愿军战史中，此战的失利被随后在上甘岭战役的胜利所掩盖，并未得到过多关注。
此战结束4个月后，志愿军38军換防至后方担任预备队直到1953年回国，此战遂成为38军在朝鲜的最后一战。韩9师撤下整补后于1953年参加了韩战最后一战 - 金城战役，与志愿军第24军争夺金化地区的432.8高地失利，结束了在韩战中的军事行动。